# Circuit intégré 7409

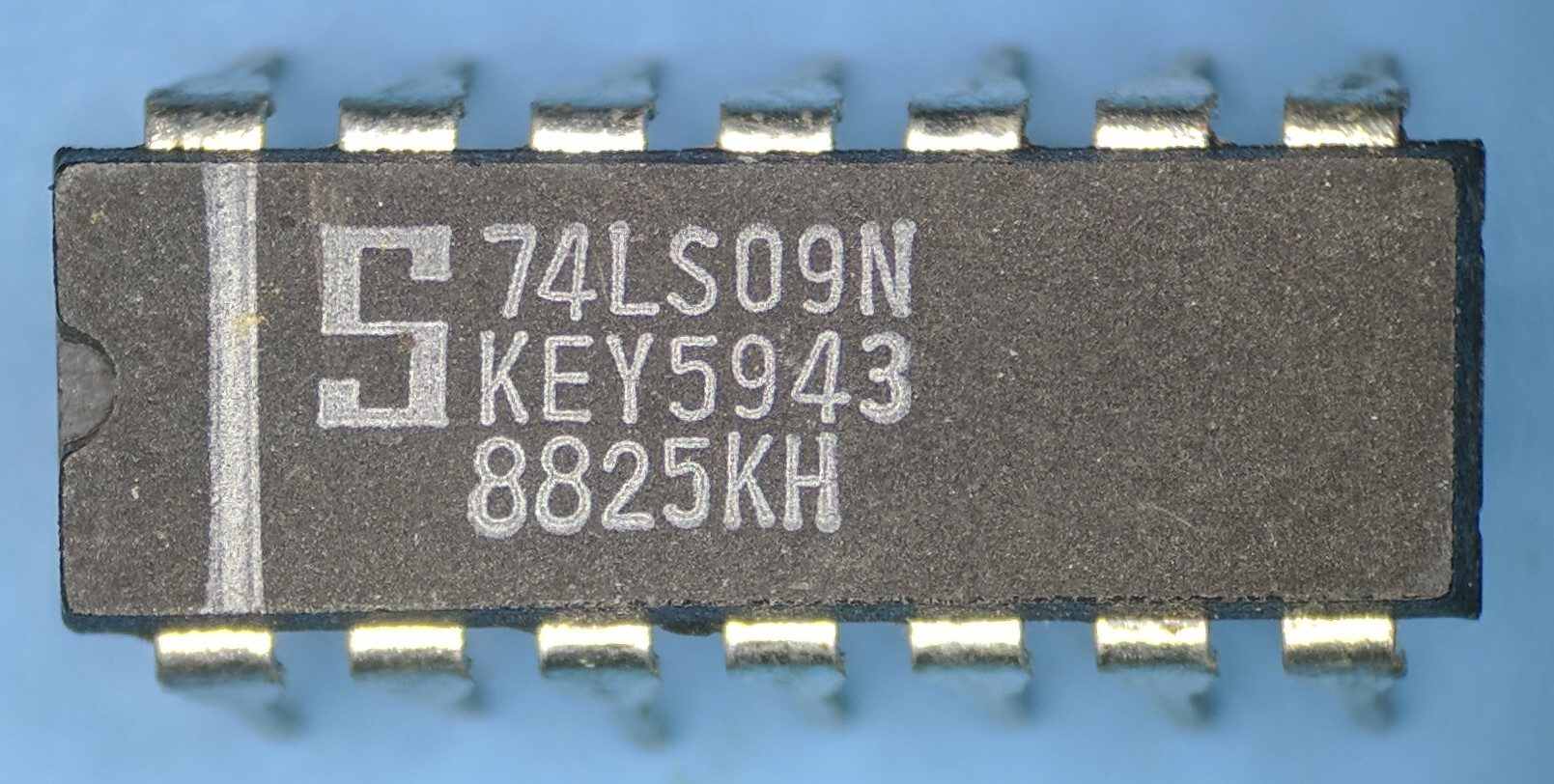
Circuit intégré 7409 (Signetics 74LS09N)

Circuit intégré 7409

Die d'un 74LS09

Le circuit intégré 7409 fait partie de la série des circuits intégrés 7400 utilisant la technologie TTL.

Ce circuit est composé de quatre portes logiques indépendantes ET à deux entrées possédant chacune une sortie à collecteur ouvert.